# Grewia orbiculata
Grewia orbiculata là một loài thực vật có hoa trong họ Cẩm quỳ. Loài này được Rottler mô tả khoa học đầu tiên năm 1803.